# Likoshan
Likoshan (serbiska: Likošane, Ликошане, Lukašan, Likošan, albanska: Likoshani, Likashan, Likashani) är en ort i Kosovo. Den ligger i den norra delen av landet, 22 km väster om huvudstaden Priština. Likoshan ligger 645 meter över havet och antalet invånare är 600.
Terrängen runt Likoshan är platt åt sydväst, men åt nordost är den kuperad. Runt Likoshan är det ganska tätbefolkat, med 222 invånare per kvadratkilometer. Närmaste större samhälle är Glogovac, 7,8 km söder om Likoshan. Trakten runt Likoshan består till största delen av jordbruksmark.